# The Sun Is Blue Like the Eggs in Winter
Albums de Dionysos
Happening Songs Haïku
Singles
1. Ciel en Sauce
Sortie : 1998

The Sun Is Blue Like the Eggs in Winter est le deuxième album studio du groupe de rock français Dionysos, sorti en février 1998.
L'album Happening Songs et surtout le titre Wet permet au groupe d'effectuer une tournée ainsi qu'une diffusion importante sur les radios rock dont la radio suisse Couleur 3. 
Le groupe signe alors avec le label genevois Noise Product pour produire ce maxi dix titre qui sort en février 1998. La violoniste et chanteuse Élisabet Maistre les ayant rejoint en 1997, il s'agit de son premier album avec le groupe. L'album est sélectionné par les Fonds d'action et d'initiative rock (FAIR) ce qui les aide à accéder à une reconnaissance. Cet album leur permet après d'avoir plusieurs propositions de label pour les produire dont le label Tréma. 
La tournée associée à l'album leur permet de tourner dans toute la France en 1998-1999, et de partager des dates avec d'autres groupes aidés par le FAIR, dont les groupes Louise Attaque, les autrichiens Sans Secours, les Despondents ainsi que Mary's child, sur des concerts en Europe, dont la Belgique, l'Allemagne, et la Suisse. Avec les Despondents et Mary's child, ils sortiront en mars 1998, un split album portant le nom Soon, On Your Radio.
Ciel en sauce est la première chanson du groupe écrite en français, l'album Happening Songs ayant été intégralement en anglais. Ce même titre a connu la production d'un clip et donc en ce sens peut être considéré comme un single du groupe.
En 1997, l'album a été précédé d'un sample quatre titres nommé aussi The Sun Is Blue Like the Eggs in Winter contenant les titres du futur album : l'Intro, Wet (Remix), Arthur et I'll Shoot My Bed.
La tournée qui a suivi la sortie de l'album était nommée The Winter Blue Tour, d'ailleurs une affiche est présentée dans le dépliant de l'album Eats Music!!!.

## Titres de l'album
1. Intro
2. Fais pas ci, reprise d'un single de Jacques Dutronc (1968)
3. Frog = Electric Torch
4. Wet (remix)
5. Ciel en sauce
6. Plastic Fear
7. Arthur
8. Feet Can Dali
9. Broken Tit's
10. I'll Shoot My Bed
11. Like a Dead Horse One / Dead Chips Party

## Anecdotes
- Le titre de l'album est inspiré d'une phrase du premier album Happening Songs et plus exactement de la chanson New Eye Blues.
- Les titres Feet can Dali et Plastic Fear vont connaître la réalisation de clips filmés en super 8 par le groupe. Ces clips sont visibles dans le DVD Whatever the Weather. Ciel en sauce aussi va connaître son propre clip, mais dans un cadre professionnel.